# Aja (llengua)
L'aja (o ajagbe, o hwè) és una llengua gbe que parlen els aja de Benín i Togo i els hwes de Togo. El seu codi ISO 639-3 és ajg i el seu codi al glottolog és ajab1235. El seu alfabet es compon de 42 lletres; 30 consonants i 12 vocals entre les quals hi trobem vocals llargues que funcionen com a ideòfon.

## Família lingüística
L'aja és una llengua kwa, família lingüística que forma part de les llengües Benué-Congo. Concretament, segons l'ethnologue, forma part del grup lingüístic de les llengües gbes. Segons l'ethnologue, hi ha 21 llengües gbe: l'Aguna, l'ewe, el gbe, ci, el gbe, xwla oriental, el gbe, gbesi, el gbe, kotafon, el gbe, saxwe, el gbe, waci, el gbe, xwela occidental, el gbe, xwela, el kpessi, sis llengües aja (aja, gbe, ayizo, gbe, defi, gbe, tofin, gbe, weme i gun), dues llengües fons (fon i gbe, maxi) i la llengua gen, considerada l'única llengua mina. Segons el glottolog, és l'única llengua gbe que no forma part ni de les llengües gbes orientals ni de les llengües gbes occidentals.

## Població i situació geogràfica
Segons l'ethnologue hi ha 512.500 aja i segons el joshuaproject hi ha 679.000 parlants d'aja entre Togo i Benín.

### Aja a Benín
A Benín el 2006 hi havia 360.000 parlants d'aja (segons el joshuaproject n'hi ha 481.000). El seu territori està situat al sud-oest del riu Mono, als municipis d'Aplahoué, Djakotomé, Dogbo, Klouékanmè, Lalo i Tovinklin, al departament de Kouffo, als municipis d'Ahiémè i Houéyogbé, al departament de Mono, i als municipis de Djidja i d'Agbangnizoun, al departament de Zou. A banda, també es parla a la ciutat de Cotonou i a altres ciutats multilingües del sud de Benín.
A Benín hi ha dos territoris aja: El més petit està al nord-oest del departament de Mono i limita amb Togo, a l'oest, amb watxis, al sud, amb els saxwes, a l'est i amb els kotafons, al nord. El segon, és molt més extens i està als departaments de Kouffo i de Zou. Aquest limita a l'oest amb Togo, al sud té com a veïns els kotafons i els saxwes, els cis i els fon, a l'est i els agunes al nord.

### Aja a Togo
A Togo el 2002 hi havia 152.500 parlants d'aja. Segons el joshuaproject hi ha 190.000 aja i 8.100 hwes que parlen la llengua aja a Togo. El seu territori està situat a les prefectures d'Haho, Mono MItjà i Ogou a l'extrem sud-est de la regió dels Altiplans, a la riba del riu Mono, al sud-est de la ciutat d'Atakpame i a les prefectures de Baix Mono i de Yoto, a l'est del riu Mono, a la Regió Marítima.
A Togo també es parla l'aja en dos territoris diferents. El primer és una petita zona de la regió Marítima que està a la riba occidental del riu Mono i fa frontera amb els aja de Benín a l'est i amb els watxis al nord, oest i sud. El segon és un extens territori a les dues ribes del riu Mono que té a l'est l'estat de Benín. Els watxis viuen al sud d'aquest territori, a l'oest hi viuen els lames, els kabiyès, els ewes i els fons i al nord tenen com a veïns els agunes.

## Dialectes i comparació amb altres llengües
Els dialectes de l'aja són el dogbo, el dogo (de Benín), el hwe, el sikpi, el tado (de Benín) i el tala (de Benín). L'aja és semblant a nivell lèxic amb el dialecte hwe-sikpi (92%), amb els dialectes hwe-dogbo, hwe-tado i hwe-tala(89%).
D'altra banda, l'aja manté diferències accentuals i de vocabulari amb el Kotafon i els seus parlants han reportat a vegades dificultats per entendre paraules fora de context, però es poden entendre utilitzant cadascú la seva varietat de parla. A Hounkpon, solen parlar en aja quan parlen amb els veïns d'aja, mentre que pels habitants de Possotomé, l'aja és una de les llengües de la regió que més difícil se'ls fa d'entendre.

## Sociolingüística, estatus i ús de la llengua
L'aja és una llengua desenvolupada (EGIDS 5): És utilitzat per persones de totes les edats i està estandarditzada i té literatura, tot i que no és del tot sostenible. És utilitzat a la llar i en l'entorn social i laboral i gaudeix d'actituds positives. Els aja també parlen l'ewe, el gen i el francès. S'utilitza en mitjans de comunicació escrits, en la ràdio, té gramàtica i hi ha fragments de la Bíblia traduïts (2010). S'escriu en alfabet llatí.

## Gramàtica

### L'entonació
L'aja és una llengua tonal; depenent de la intenció que es tingui cal entonar d'una manera o altra, i a més a cada regió s'entona d'una manera diferent a les altres. Per exemple: depèn de com s'entoni la paraula «edɔ» pot voler dir «feina» o «malaltia». Per això en l'aja escrit, s'indiquen els tons alts en les paraules monosil·làbiques amb un accent [´] (tret de l'article definit «lɔ»); així s'evita omplir els texts amb massa accents.

### La forma plural
Per formar el plural de les paraules s'insereix la partícula «-wo» darrere de la paraula de la qual vulguem formar el plural. Tot i això, hi ha casos en els que tal partícula cal situar-la darrere una altra paraula, com es veu a la taula següent:
|                | Paraula + Article | Paraula + Adjectiu     | Paraula + Article + Adjectiu |
| -------------- | ----------------- | ---------------------- | ---------------------------- |
| Frase original | Koklo {{{1}}}     | Amɛ dɔndɔn             | Gɔdi gangan lɔ               |
| Traducció      | El pollastre      | Persona salvatge       | La pinya grossa              |
| Plural         | Koklo lɔwo        | Amɛ dɔndɔnwo           | Gɔdi gangan lɔwo             |
| Traducció      | Els pollastres    | Les persones salvatges | Les pinyes grosses           |

### Partícules temporals
Els verbs en forma de futur porten una «a» davant el verb. Quan es parla dels hàbits s'utilitza el sufix «-nɔ» al darrere del verb. Per parlar dels esdeveniments que es donen en el moment en el qual es parla s'utilitzen els sufixos «-kɔ» o «-gɔ» darrere el verb.
Quan un verb en aja és seguit per un complement directe en tercera persona singular (normalment amb una «i») la vocal del verb a vegades canvia donat aquest objecte. Per exemple, si al verb "explicar"; «lɔ», hi sumem el complement directe «i», caldrà escriure «lɔɛ», i situat en la frase seria «É lɔɛ», és a dir, "Ell/ella ho explica". La primera vocal del verb representaria la vocal del verb i la segona el complement directe.

### La negació, els pronoms i els adjectius possessius
La manera més senzilla d'expressar una negació és inserir «de» davant el verb, tot i que molts parlants també posen una «o» al final de la frase negativa. Cal tenir en compte que si ens referim a la segona persona o a la tercera, la partícula «de» haurà de ser accentuada igual que el pronom (dè, tu; dé, ell/ella). A vegades, l'única diferència entre dos pronoms és l'entonació amb la qual es pronuncien. D'aquesta manera, quan s'escriu en aja cal marcar amb un accent si el to és ascendent o descendent.
| ŋ  | Jo          | ŋ, enyɛ     | me, em   | anyi | meu, meva, meus |
| è  | Tu          | eo, eɔ      | te, et   | ao   | teu, teva, teus |
| é  | Ell, ella   | i, eyi, eyɛ | el, la   | yi   | seu, seva, seus |
| mì | Nosaltres   | mì, mìwo    | nos      | mìwo | nostre, nostres |
| mí | Vosaltres   | mí, míwo    | vos      | míwo | vostre, vostres |
| wo | Ells, elles | wo, wowo    | els, les | wowo | seu, seus       |

#### La negació en el temps futur
En el cas del futur, senzillament cal canviar la vocal de la partícula de negació «de» i utilitzar la «a». De la mateixa manera, si estem parlant de la segona o la tercera persona del singular, caldrà accentuar la vocal de la partícula de negació segons s'accentuí el pronom (dà, tu; dá, ell/ella).

### Formes possessives: l'apòstrof
En l'aja, moltes paraules comencen per la vocal «e» o «a». Quan el subjecte acaba en vocal i la següent paraula comença per «e» o «a» i és un objecte posseït pel subjecte, es substitueix tal vocal per un apòstrof. Per exemple: «eta» vol dir cap (és a dir, la part del cos). Si volguéssim dir «el cap d'en Kofi, no seria «Kofi eta», sinó «Kofi 'ta». Així, l'apòstrof senyala l'absència de la vocal que normalment hauria de ser. D'altra banda, «el colze d'en Kofi», és a dir, «Kofi logo» no s'apostrofa perquè com es pot comprovar, colze («logo») no comença amb vocal.

### Preposicions
Hi ha dues preposicions molt utilitzades en l'aja; «nɔ» («a», «per» i «des de») i «koɖo» («amb»), tot i que alguns parlants el pronuncien «kodo». Pot haver-hi variacions, com quan les preposicions són seguides d'una tercera persona singular; llavors l'última vocal canvia a «i», i s'hi suma el pronom «i» a la preposició.
Per exemple: «É sɛɛ nɔ Kofi», és a dir, «Ell ho va vendre a en Kofi», s'escriuria «É sɛɛ nii», és a dir «Ell l'hi va vendre». Amb la preposició «koɖo» succeiria el mateix; «É va koɖo Kofi» («Ell va venir amb en Kofi») passaria a ser «É va koɖii» («Ell va venir amb ell»).

### Puntuació
Cada frase es comença amb una majúscula, es posa el punt al final de les frases i un signe d'exclamació o d'interrogació segons la naturalesa de la frase. En les oracions interrogatives se situen unes partícules al final de les oracions; «a» i «ɔ», i en el cas que siguin interrogacions per negació s'utilitzarien «ba» i «go».

### Els numerals cardinals
El sistema tradicional és utilitzar el quaranta com a base.
| 1  | eɖe/ɖeka         | 11 | wiɖeka                  | 21 | ewi vɔnɖeka                     | 31 | egban hoɖeka                  |
| 2  | eve/amɛve        | 12 | wive                    | 22 | ewi vɔnve                       | 32 | egban hove                    |
| 3  | etɔn/amɛtɔn      | 13 | witɔn                   | 23 | ewi vɔntɔn                      | 33 | egban hotɔn                   |
| 4  | enɛ/amɛnɛ        | 14 | winɛ                    | 24 | ewi vɔnnɛ                       | 34 | egban honɛ                    |
| 5  | atɔn/amatɔn      | 15 | wiatɔn                  | 25 | ewi vɔn-atɔn                    | 35 | egban hoatɔn                  |
| 6  | adɛn/amadɛn      | 16 | wiadɛn                  | 26 | ewi vɔn-adɛn                    | 36 | egban hoadɛn                  |
| 7  | adrɛ/amadrɛ      | 17 | wiadrɛ                  | 27 | ewi vɔn-adrɛ                    | 37 | egban hoadrɛ                  |
| 8  | enyi/amɛnyi      | 18 | winyi/vetolemiwɛ        | 28 | ewi vɔnnyi/vetolegbanmɛ         | 38 | egban honyi/vetolekamɛ        |
| 9  | nyiɖe/amashiɖekɛ | 19 | wiashiɖekɛ/ɖekatolemiwɛ | 29 | ewi vɔn-ashiɖekɛ/ɖekatolegbanmɛ | 39 | egban hoashiɖekɛ/ɖekatolekamɛ |
| 10 | ewo/amɛwo        | 20 | ewi                     | 30 | egban                           | 40 | eka                           |